# Courtenay Meredith
Pour les articles homonymes, voir Meredith.
Pas d'image ? Cliquez ici

a Compétitions nationales et continentales officielles uniquement.

b Matchs officiels uniquement.
Courtenay Meredith, né le 23 septembre 1926 à Pontypridd (pays de Galles) et mort le 30 mai 2024, est un joueur international gallois de rugby à XV évoluant au poste de pilier.

## Biographie
Durant sa carrière, Courtenay Meredith joue en club avec le Neath RFC. Il connaît également six sélections avec les Barbarians de 1953 à 1956. Il dispute son premier test match le 7 février 1953 contre l'équipe d'Écosse, et son dernier test match également contre l'Écosse le 2 février 1957. Il joue 14 matchs. Il joue quatre matchs avec les Lions en 1955 en tournée en Afrique du Sud. 
Il meurt le 30 mai 2024 à l'âge de 97 ans,.

## Palmarès
- Victoires dans le Tournoi des cinq nations 1954, 1955 et 1956

## Statistiques en équipe nationale
- 14 sélections
- 3 points (1 essai)
- Sélections par année : 2 en 1953, 4 en 1954, 4 en 1955, 2 en 1956, 2 en 1957
- Participation à 5 Tournois des Cinq Nations en 1953, 1954, 1955, 1956, 1957